# Linia Focha

Linia Focha zaznaczona kolorem ciemnozielonym i inne próby rozgraniczenia Polski i Litwy

Linia Focha – linia demarkacyjna, mająca rozdzielić wojska polskie i litewskie, zaproponowana przez marszałka Francji Ferdinanda Focha w dniu 18 lipca 1919 roku i zaakceptowana przez Radę Najwyższą Ententy na konferencji pokojowej w Paryżu w dniu 26 lipca 1919 roku, jako kompromisowa pomiędzy wcześniejszymi propozycjami Ententy i żądaniami polskimi.

## Historia
Linia ta rozpoczynała bieg od granicy Prus Wschodnich, w pobliżu miasteczka Wisztyniec, zostawiając je po stronie litewskiej, następnie na południowy wschód do miejscowości Berżniki, pozostawiając je po stronie polskiej, podobnie jak Suwałki, Krasnopol i Sejny, stamtąd do Niemna, następnie na północny wschód w przybliżeniu w linii prostej do Oran, zostawiając je po stronie polskiej. Stamtąd linia biegła na północny wschód w kierunku Dubinek, zostawiając po stronie polskiej Troki, Landwarów, Wilno, Nową Wilejkę.
W wyniku nieprzestrzegania warunków porozumienia przez stronę litewską na południowym odcinku linii, Polska Organizacja Wojskowa wywołała na Suwalszczyźnie powstanie sejneńskie, uwieńczone wyparciem Litwinów za wyznaczoną linię.
Na pewnym odcinku z linią Focha pokryła się linia Curzona, będącą również podstawą dla współczesnej granicy polsko-litewskiej.